# Nhắn gửi một tôi, người đã yêu em (phim)
Nhắn gửi một tôi, người đã yêu em (Nhật: 君を愛したひとりの僕へ Hepburn: Kimi o Aishita Hitori no Boku e) là một tác phẩm anime điện ảnh thuộc thể loại khoa học viễn tưởng, lãng dựa trên cuốn tiểu cùng tên của tác giả Yomoji Otono do Kasai Kenichi đạo diễn. Phim sản xuất bởi TMS Entertainment và Toei Company phân phối. Thiết kế nhân vật do Machida Shinichi phụ trách, Sakaguchi Riko chấp bút kịch bản, Takano Yukari, Kojima Erina, Murata Noriyasu đảm nhận phần hoạt họa, Yasutada Kato chịu trách nhiệm nghệ thuật, nhóm nhạc Saucy Dog viết và trình bày ca khúc chủ đề "Shion", bên cạnh phần âm nhạc thực hiện bởi nhà soạn nhạc Ohmama Takashi. Phim kể về Koyomi và Satou Shiori – những người chịu cảnh cha mẹ ly hôn, gặp nhau ở Viện nghiên cứu Khoa học Hư chất và dần có tình cảm với nhau, mặc dù vậy, cha mẹ của họ tái hôn, đồng thời, buộc họ trở thành anh em kế, vì vậy họ quyết định sẽ trốn đến một thế giới khác – nơi cha mẹ họ không ly hôn.

## Nhân vật
Koyomi Hidaka (日高暦 Hidaka Koyomi)
Lồng tiếng bởi: Hio Miyazawa
Shiori Satō (佐藤栞 Satō Shiori)
Lồng tiếng bởi: Aju Makita

## Đón nhận
Đánh giá về Nhắn gửi một tôi, người đã yêu em, cây viết Lâm Trần của tạp chí điện tử VnMedia cho rằng bộ phim đã ghi điểm "nhờ nội dung hấp dẫn về tình yêu và đa vũ trụ", bên cạnh "phần hình ảnh và âm nhạc đặc sắc". Theo đó, thông qua việc khai thác yếu tố "du hành đa vũ trụ cực kỳ được ưa chuộng trong một vài năm trở lại đây", tác phẩm đã "thổi làn gió mới đến dòng phim lãng mạn". Vị tác giả nhận xét rằng bộ phim lấy đi không ít nước mắt của người xem trước mối tình buồn của Koyomi và Shiori. Bên cạnh phần cốt truyện "được chăm chút đến từng tiểu tiết nhỏ", mảng nghe nhìn ở bộ anime" cũng thể hiện sự kỳ công" từ đội ngũ sản xuất. Trong khi nhạc phim trong tác phẩm không chỉ "bắt tai mà còn đóng vai trò nói thay tiếng lòng" của Koyomi, đồng thời khiến khán giả "đắm chìm vào không khí trầm buồn, ưu tư khắc khoải với nhân vật chính". Bộ phim cũng lý giải một cách cực kì thuyết phục và gần gũi hai sắc thái tâm lý đối lập trong tình yêu – "luôn mở lòng đón nhận hay chỉ theo đuổi một bóng hình duy nhất", song song với việc gửi gắm những thông điệp về "tình thân gia đình, tình người".